# Tony Halik

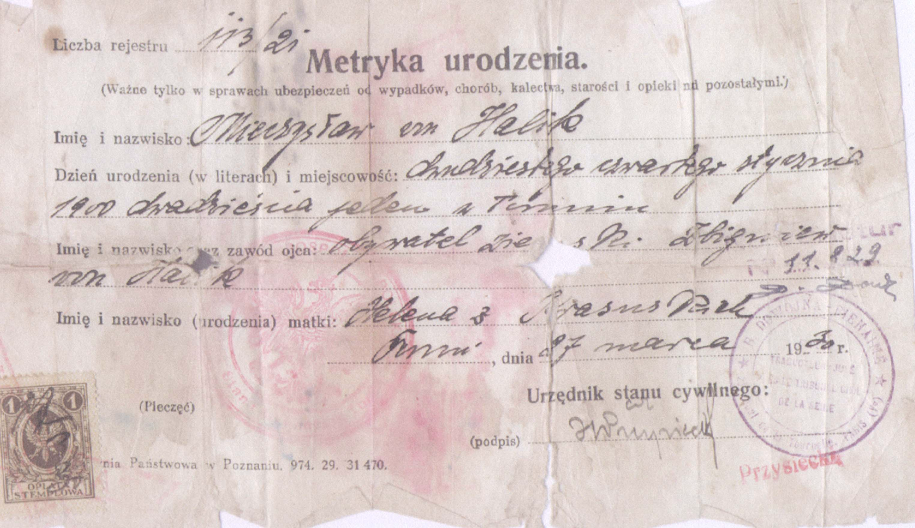
Akt urodzenia Tony’ego Halika

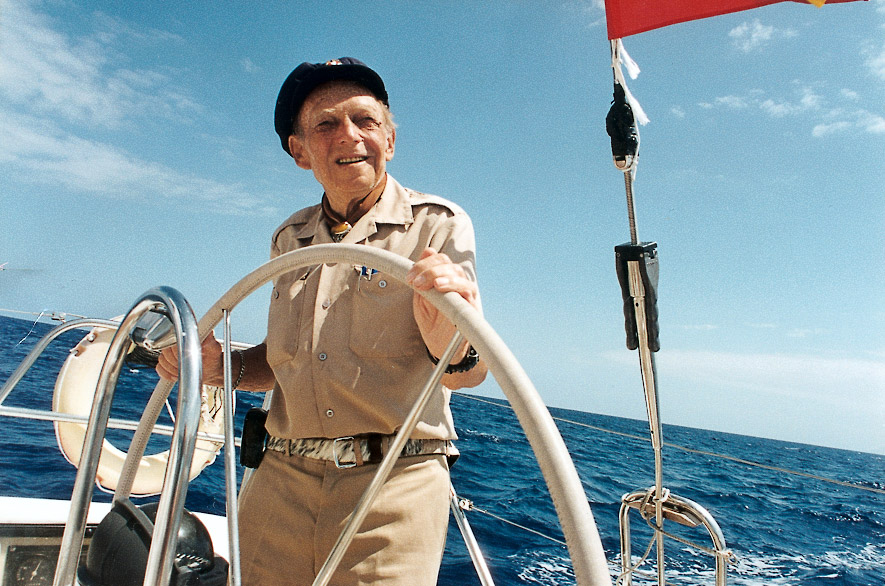
Tony Halik był również żeglarzem

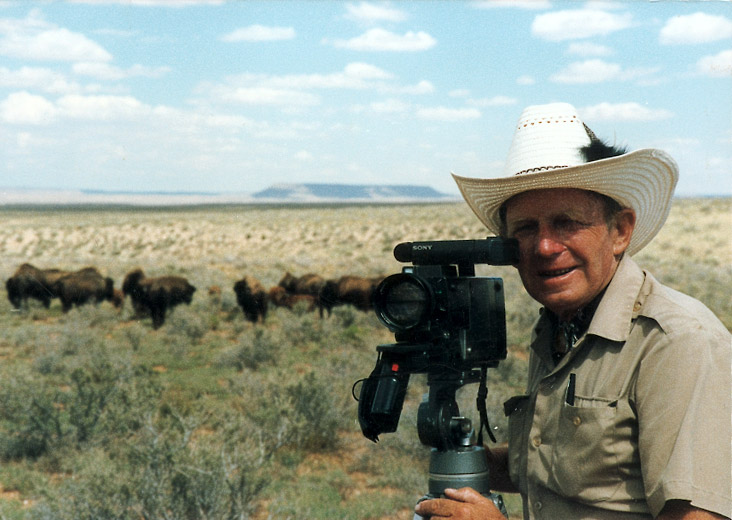
Tony Halik realizuje nagranie podczas jednej ze swoich podróży

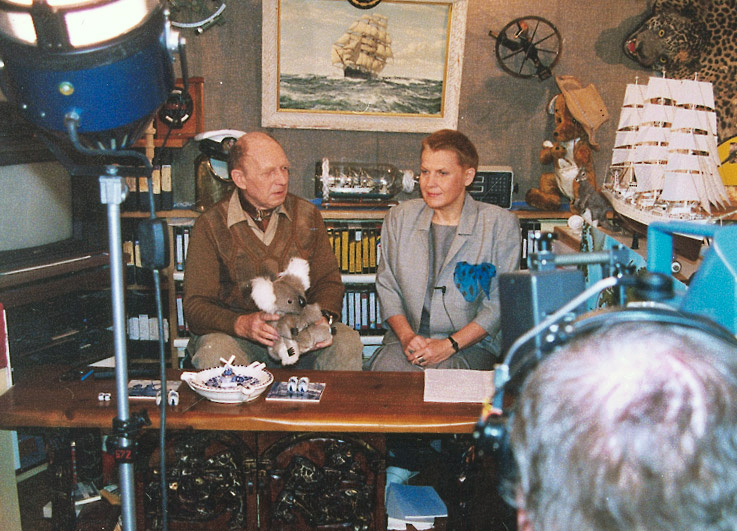
Elżbieta Dzikowska i Tony Halik podczas nagrywania programu Pieprz i wanilia, w swoim domowym studiu telewizyjnym

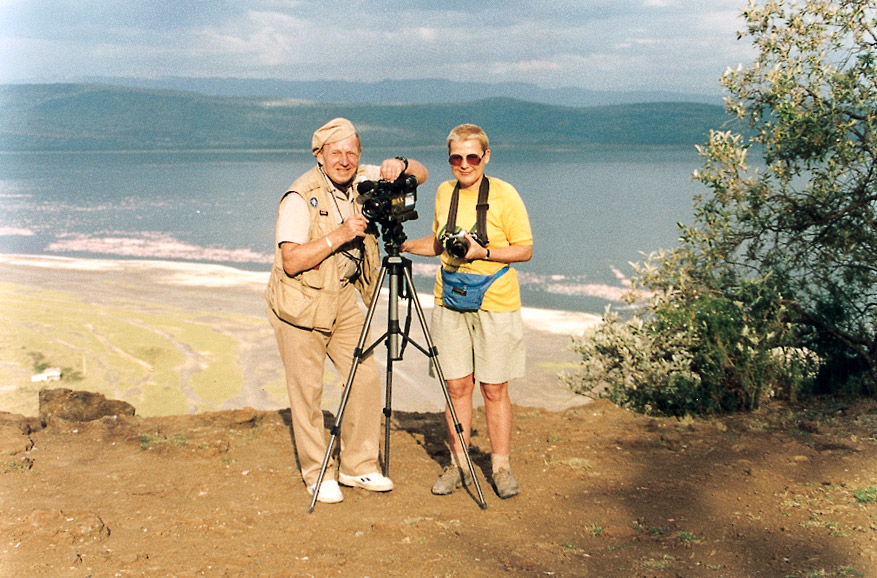
Tony Halik i Elżbieta Dzikowska realizują nagranie podczas jednej z podróży

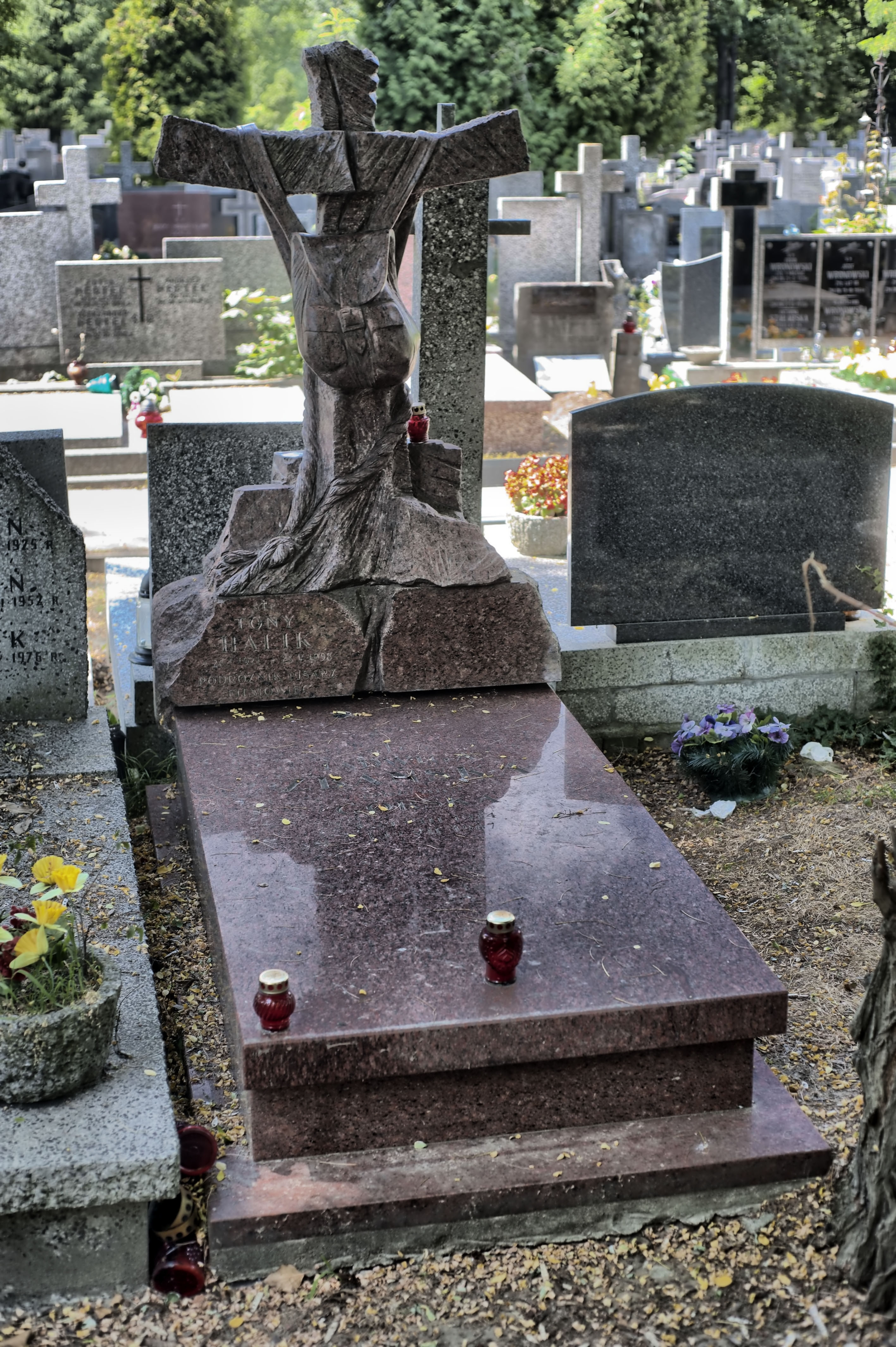
Grób Tony’ego Halika na cmentarzu Bródnowskim

Tony Halik, właśc. Mieczysław Sędzimir Antoni Halik (ur. 24 stycznia 1921 w Toruniu, zm. 23 maja 1998 w Warszawie) – polski podróżnik, dziennikarz, operator filmowy, fotograf.

## Życiorys

### Dzieciństwo
Urodził się 24 stycznia 1921 roku w Toruniu. Jego rodzicami byli Zbigniew i Helena z d. Krasucka, właściciele majątków ziemskich Tupadły i Żabiny. Po upadku majątku Tupadły rodzice przeprowadzili się do Torunia. Następnie rodzina przeprowadziła się do zakupionego przez ojca majątku w Żabinach. Tony Halik miał przyrodnią siostrę Teresę, ze związku matki Heleny z Kazimierzem Radaszkiewiczem. W 1933 roku Zbigniew Halik popełnił samobójstwo.
Prawdopodobnie w Żabinach rozpoczął edukację. W następnych latach uczył się w szkole podstawowej w Działdowie. Po 1933 roku wychowywał się u stryja Wacława w Żulicach, a później w Żabinach. Uczył się w płockim Liceum im. Stanisława Małachowskiego, ale ostatecznie ukończył inną szkołę – Liceum Ogólnokształcące im. Władysława Jagiełły w Płocku. Jako uczeń szkoły średniej interesował się podróżami. Podejmował nieudane próby ucieczek i wyjazdu z Polski.

### II wojna światowa
W 1940 roku rozstrzelano ojczyma Halika. Po jego śmierci matka Helena przeprowadziła się do Zalesia, 25 km od Żabin. W Zalesiu Tony Halik założył zakład fotograficzny. W 1942 roku rodzina przeniosła się do Lubowidza. Tam Halik prowadził kolejny zakład.
W kwietniu 1943 roku został wcielony do Wehrmachtu. Trafił do 6. Baterii Szkolnej 11. Ciężkiego Zapasowego Dyonu Obrony Przeciwlotniczej Luftwaffe w Królewcu. Latem 1943 roku przydzielono go do 40 Eskadry Średnich i Ciężkich Bombowców Luftwaffe. Otrzymał skierowanie do Francji. Rok później zdezerterował. Dołączył do oddziałów partyzanckich francuskiego ruchu oporu, następnie pod koniec 1944 roku dołączył do Polskich Sił Zbrojnych na Zachodzie (PSZ). Został przydzielony do 4. Dywizji piechoty stacjonującej w Szkocji. Służbę rozpoczął w stopniu aspiranta, w czerwcu 1945 roku otrzymał awans na stopień bombardiera. W lipcu 1945 roku trafił do 15 Pułku Artylerii Lekkiej w stopniu kaprala. W 1947 roku został odznaczony brytyjskim Medalem za Wojnę 1939–1945. Został również odznaczony francuskim Krzyżem Wojennym (Croix de Guerre).
Przerzucając zestrzelonych alianckich pilotów, poznał swą pierwszą żonę – sanitariuszkę Pierrette Andrée Courtin, której rodzina udzielała schronienia pilotom do czasu powrotu do Wielkiej Brytanii.
Tony Halik całe życie ukrywał fakt wcielenia do Wehrmachtu. Utrzymywał, że poprzez Rumunię dostał się do Francji, potem do Wielkiej Brytanii, gdzie służąc w RAF, został zestrzelony nad okupowaną Francją w czasie misji.
Podczas II wojny światowej Halik po raz pierwszy zajmował się filmografią. W swoich materiałach uwieczniał samoloty.

### Pobyt w Ameryce
22 kwietnia 1946 w Antezant-la-Chapelle ożenił się z Pierrette Andrée Courtin. W dokumencie ze ślubu błędnie podano, że Halik urodził się w Temnin. Ślub kościelny wzięli 14 lipca 1946 roku w kaplicy wojskowej bazy RAF w szkockim Banffie. Po ślubie para udała się do Argentyny. W Buenos Aires początkowo pracował jako pilot w firmie lotniczej Orlanda Donnariego, potem w Dirección de festejos y ornamentaciones jako fotograf w ekipie obsługującej Juana Peróna, ówczesnego szefa państwa i jego żonę Evitę. W 1950 roku Halik otrzymał argentyński dowód osobisty, nadal posiadając obywatelstwo polskie. Obywatelstwo argentyńskie otrzymał dwa lata później. W dokumencie zaświadczającym o otrzymaniu obywatelstwa argentyńskiego błędnie zapisano miejsce urodzenia jako Torim.
W latach 1957–1961 Tony Halik i Pierrette Andrée Courtin podróżowali jeepem po Ameryce Południowej i Północnej. Ich wyprawa rozpoczęła się w 1957 roku w Ziemi Ognistej, wiodąc do Alaski i z powrotem. Podróż zakończyli w 1961 roku. Trasa liczyła 182 624 km i objęła 21 państw.
Podczas wyprawy w 1959 roku w Bostonie urodził się ich syn Ozana. Według historii podanej przez Halika Ozana otrzymał imię na cześć Indianina, który uratował mu życie podczas udziału w bitwie pomiędzy indiańskimi plemionami zamieszkującymi wilgotny las równikowy w Mato Grosso w Brazylii. Przeżycia z wyprawy Halik spisał w książce 180 tysięcy kilometrów przygody. Sam Ozana historię swego imienia poznał od swej matki, Pierrette, według której wersji pierwowzorem był chłopiec o tym imieniu w jednej z wiosek indiańskich, którego bardzo polubiła.
W 1962 roku Halikowie przenieśli się do Meksyku. Nie przyjęli obywatelstwa Meksyku. Po trzydziestu latach małżeństwa para rozstała się. Pierrette Andrée Courtin pozostała w Meksyku, zmarła tam 2 grudnia 2010 roku.
Współpracował z telewizją NBC (od 1950), gazetami „Vea-y Lea”, „Panorama”, czasopismami „Life”, „Time and Life. Sport Magazine” i „Fortune”, agencją Interstamp. Pracując dla NBC, otrzymał przydomek „Tony”. Relacjonował przebieg rewolucji w krajach latynoamerykańskich. Spotkał się m.in. z przywódcą Kuby Fidelem Castro, prezydentem Meksyku Luisem Echeverríą Alvaresem, królową Wielkiej Brytanii Elżbietą II, sekretarzem generalnym Komunistycznej Partii Związku Radzieckiego Leonidem Breżniewem. Dla mediów zagranicznych relacjonował wizytę prezydenta Richarda Nixona w Polsce w 1972 oraz strajk w Stoczni Gdańskiej w 1980 roku. Filmy z wizyt Halika w Polsce emitowała stacja NBC. W Polsce fotoreportaże Halika były publikowane w czasopiśmie „Świat”. Łącznie nakręcił około 400 filmów dokumentalnych.

### Pobyt w Polsce
Od 1972 roku Telewizja Polska rozpoczęła emisję filmów dokumentów Halika oraz sześcioodcinkowej serii 180 tysięcy kilometrów przygód w ramach programu Klub sześciu kontynentów emitowanego w latach 1968–1987.
W 1974 roku Halik poznał Elżbietę Dzikowską, która została jego partnerką. Choć oboje zwracali się do siebie „mężu” i „żono” oraz publicznie przedstawiali się jako małżeństwo, nigdy nie zawarli formalnego związku. Oboje po raz pierwszy wystąpili razem w telewizji 10 kwietnia 1977 roku w 118. odcinku programu Klub sześciu kontynentów. Para zamieszkała w domu w Międzylesiu, zakupionym na początku lat 80. W garażu (w innym źródle: pomieszczeniu podpiwniczym) budynku nagrali dwadzieścia odcinków z cyklu Tam, gdzie pieprz rośnie. Serial wyemitowano w latach 1982–1983, był znany z czołówki zaczynającej się od słów: Urodzony w Toruniu. Jest obywatelem Argentyny. Program prowadzili Halik oraz dziennikarz i podróżnik Ryszard Badowski. Elżbieta Dzikowska nie uczestniczyła w nagraniach podczas trwania stanu wojennego.
9 grudnia 1984 roku Telewizja Polska rozpoczęła nadawanie cyklu Tam, gdzie rośnie wanilia, poświęconego Ameryce Łacińskiej. Program prowadzili Halik i Dzikowska. Rok później oboje zostali nagrodzeni „Złotym Ekranem”. W 1986 roku Telewizja Polska rozpoczęła emisję programu Pieprz i wanilia, początkowo realizowanego z Ryszardem Badowskim, później (do 1997) z Romanem Kancirukiem. Wyemitowano łącznie ok. 300 odcinków programu. W 1987 roku Halik i Dzikowska zostali nagrodzeni Wiktorami.
W okresie komunistycznym był tajnym współpracownikiem Służby Bezpieczeństwa. Według Marcina Borchardta, autora filmu dokumentalnego o Haliku, na podstawie dokumentów nie można ustalić zbyt wielu informacji. Według reżysera Halik miał udawać, że współpracuje, a jego przełożeni udawać, że zebrane przez Halika informacje są wartościowe.
W latach 1987–1988 Halik opłynął świat na pokładzie żaglowca „Dar Młodzieży”.
Przed śmiercią planował odwiedzić Indonezję. Zmarł 23 maja 1998 roku w Warszawie. Został pochowany na cmentarzu Bródnowskim w Warszawie 28 maja, w grobie rodzinnym obok Jadwigi Zbańskiej, primo voto Górskiej, matki Elżbiety Dzikowskiej (kwatera 31D-5-19). W 2002 wykonano pomnik z granitu, na którym widnieje krzyż z zawieszonym na nim plecakiem – autorem jest polski rzeźbiarz profesor Gustaw Zemła. Archiwum filmowe T. Halika przekazano do Filmoteki Narodowej.

## Kontrowersje
Na przestrzeni lat niektóre relacje Halika zostały zakwestionowane. Halikowi zarzucono mieszanie historii, wymyślanie osiągnięć oraz ukrywanie faktów mogących mu zaszkodzić. W 2022 roku ujawniono, że Halik i Dzikowska nigdy nie zawarli związku małżeńskiego. Wątpliwości wzbudza również przebieg jego kariery wojskowej podczas II wojny światowej, gdzie Halik opowiadał, że jako pilot RAF był wielokrotnie zestrzeliwany podczas bitwy o Anglię.
Do 2017 (publikacja biografii Tu byłem. Tony Halik autorstwa Mirosława Wlekłego) powszechnie podawano jakoby Tony Halik za cykl programów politycznych o Kubie dla stacji NBC zdobył nagrodę Pulitzera. Okazało się, że informacja ta była mistyfikacją Halika, po jego śmierci powielaną przez Elżbietę Dzikowską. Mirosław Wlekły ustalił, iż Tony Halik nigdy nie otrzymał nagrody Pulitzera, gdyż nie jest ona przyznawana za materiały filmowe w żadnej z trzech konkursowych kategorii (literatura, muzyka i dziennikarstwo). Na oficjalnej stronie nagrody Pulitzera wśród nagrodzonych Tony Halik nie został wymieniony.

## Upamiętnienia
- W latach 90. XX wieku popularne w Polsce było graffiti z hasłem Tu byłem – Tony Halik, będące parodią programów telewizyjnych Halika oraz dowcipnym komentarzem[25].
- 28 lutego 2000 roku na fasadzie kamienicy przy ul. Prostej 8, gdzie urodził się Halik, powieszono tablicę pamiątkową[17][26].
- 24 stycznia 2003 roku przy ul. Franciszkańskiej 11 w Toruniu otworzono Muzeum Podróżników im. Tony’ego Halika. Muzeum gromadzi pamiątki przekazane w 1999 roku przez Elżbietę Dzikowską[17].
- W latach 2009–2012 w Obornikach Śląskich odbywał się Festiwal Kultur Świata im. Tony’ego Halika[17].
- W 2011 roku w Bydgoszczy odbyła się pierwsza edycja Bydgoskiego Festiwalu Podróżnicy, podczas którego przyznawana jest statuetka im. Tony’ego Halika. Laureatami nagrody są osoby, które mają na koncie inspirujące podróże i opowieści odbyte w ostatnich latach poprzedzających festiwal[17].
- W 2017 roku Mirosław Wlekły wydał książkę pt. Tu byłem. Tony Halik[14].
- W 2018 roku w Bydgoszczy założono Stowarzyszenie Podróżnicy[17].
- W 2020 roku Marcin Borchardt nakręcił film dokumentalny Tony Halik[10][27].
- 26 września 2024 roku Rada Miasta Płocka nadała płockiemu molo imię Tony’ego Halika, a 14 grudnia 2024 roku odbyło się odsłonięcie tablicy z nazwą[28].
- Tony Halik jest patronem szkoły podstawowej nr 16 w Warszawie na osiedlu Kabaty[29], szkoły podstawowej nr 34 w Toruniu[30], Technikum w Zespole Szkół nr 1 w Ożarowie Mazowieckim[31] oraz II Społecznego Liceum Ogólnokształcącego w Ostrołęce[32].